# Песма до песме
 „Песма до песме“ (енгл. Song to Song) је амерички, авангардни, играни филм из 2017, у режији и по сценарију Теренса Малика. Главни протагониста Б. В. (кога игра Рајан Гозлинг) на забави код богатог музичког магната Кука (Мајкл Фасбендер) упознаје његову рецепционарку Феј (Руни Мара), са којом започиње љубавну везу, не знајући да је она Кукова дугогодишња љубавница. Паралелно са овим љубавним троуглом приказана је и Кукова опсесија сексуалним хедонизмом и брак са Рондом (Натали Портман). У споредним улогама играју Кејт Бланчет, Холи Хантер, Беренис Марло и Лике Ли, а у камео улогама појављују се и Иги Поп, Пети Смит, Вал Килмер, Џон Лидон и други. Слично Маликовим скорашњим остварењима „Песму до песме” одликује изразита поетичност, кадрови снимани из необичних углова, ахронолошко низање епизода и готово одсуство дијалога, који су често замењени издвојеном нарацијом.
Филм је сниман током 2012, али је постпродукција на њему трајала готово пет година. Малик, у ретком интервјуу у својој каријери, изјавио је да је прва верзија филма трајала 8 сати. На крају је успео да монтира филм у трајању од 128 минута, колико траје верзија пуштена у биоскопе. У процесу продукције исечене су све сцене у којима се појављују Кристијан Бејл, Хејли Бенет, Бенисио дел Торо, а улога Вала Килмера је сведена на једну сцену. Америчка филмска критика била је, као и обично када су у питању Маликова остварења, видно подељена; од оних који су филм оценили као „бесмислен” и „претенциозан” до оних који су га назвали „ремек-делом” и „искуством које мења живот”.

## Улоге
| Глумац          | Улога     |
| --------------- | --------- |
| Руни Мара       | Феј       |
| Рајан Гозлинг   | Б. В.     |
| Мајкл Фасбендер | Кук       |
| Натали Портман  | Ронда     |
| Холи Хантер     | Миранда   |
| Кејт Бланчет    | Аманда    |
| Беренис Марло   | Зои       |
| Лике Ли         | Лике      |
| Вал Килмер      | Двејн     |
| Пети Смит       | саму себе |
| Иги Поп         | саму себе |